# Црква Преноса моштију Светог Николе у Делиблату
Црква Преноса моштију Светог Николе у Делиблату припада Епархији банатској српске православне цркве. Подигнута је у 18. веку и представља непокретно културно добро као споменик културе од великог значаја.
Црква у Делиблату посвећена Преносу моштију Светог Николе, саграђена је у време Војне границе у Банату, на брежуљку са кога доминира селом. Градња делиблатске богомоље је трајала 1778-1779. године. Храм је једноставна, типизирана грађевина, обновљена у барокном стилу, са невеликим торњем на западној страни, чији је иконостас 1778. (или 1788?) године осликао Јаков Орфелин који је, уз Теодора Крачуна, наш најзначајнији представник барока у сликарству, што иконостасу ове цркве даје посебну вредност.
Најуспелије иконе у цркви припадају циклусу Мука Христових, док престоне иконе понављају решења са иконостаса из Саборне цркве у Сремским Карловцима. У цркви се чува и „Христов гроб“, рад сликара Живка Петровића из Руме и дрворезбара Михаила Костића из Великог Бечкерека из 1861. године. На стубовима у припрати храма налазе се иконе Христа и Богородице које стилски припадају ранобарокном периоду. Оне су могле украшавати иконостас старије цркве. Зидно сликарство је дело руку сликара Дејановића из 1906. године.